# Castello di Roccaferrara
Das Castello di Roccaferrara, auch Castello di Roccaferrara, ist eine abgegangene mittelalterliche Höhenburg oberhalb der Siedlung Roccaferrara Superiore, einem Ortsteil der Gemeinde Corniglio in der italienischen Region Emilia-Romagna.

## Geschichte
Das Castello di Roccaferrara wurde im Mittelalter über dem oberen Parmatal errichtet. Anfang des 13. Jahrhunderts gehörte es der Familie Da Cornazzano. 1210 verkaufte es Armanno di Uberto da Cornazzano an den Bischof von Parma, Obizzo Fieschi.
1355 übergab der Bischof Ugolino de’ Rossi wegen seiner Schulden die bischöflichen Lehen von Roccaferrara, Corniglio, Roccaprebalza und Corniana seinem Enkel Giacomo de’ Rossi und seinem Urenkel Bertrando de’ Rossi, aber die eigentliche Übertragung erfolgte erst 15 Jahre später.
Im Jahre 1400 bestätigte Papst Bonifatius IX. den Brüdern Giacomo, Pier Maria I. und Giovanni de’ Rossi die Investitur in das Castello di Roccaferrara. 1448 versuchte der Bischof von Parma, Delfino della Pergola, wieder in den Besitz von Roccaferrara, Corniglio und den anderen Burgen zu gelangen, die einmal dem Bistum gehört hatten, indem er Pier Maria II. de’ Rossi mit Exkommunikation drohte, musste dieses Vorhaben aber schließlich aufgeben.
1464 vermachte Pier Maria II. de’ Rossi testamentarisch zahlreiche Lehen im Apennin, darunter auch Corniglio und Roccaferrara, an seinen Sohn Bernardo de’ Rossi, der aber vier Jahre später verstarb. Die beiden Burgen fielen somit an den Sohn Guido de’ Rossi, aber der Ausbruch des Krieges der Rossis 1482 in der Gegend von Parma verhinderte die Nachfolge. Tatsächlich verriet der Kastellan Giannantonio da Felino nur wenige Monate nach dem Beginn der Kämpfe die Rossis und übergab die Burg von Roccaferrara kampflos an den Grafen Obietto Fieschi. Dennoch investierte am Ende des Krieges 1483 Ludovico Sforza Pietro Francesco Visconti aus Saliceto in das Lehen von Corniglio, das auch Roccaferrara umfasste.
Die Gebiete wurden später an den Markgrafen Galeazzo Pallavicino verlhnt, aber 1521 schaffte es Filippo Maria de’ Rossi, sich wieder in den Besitz des Castello di Corniglio und seiner Dependenzen zu bringen. Nach seinem Tod fielen die Güter an seine Söhne Camillo und Marsilio, aber letzterer starb 1560.
1568 gelang es dem Bischof von Parma, Alessandro Sforza di Santa Fiora, das Lehen Corniglio zusammen mit Roccaferrara dem Bistum zurückzugewinnen. Der Herzog von Parma, Ottavio Farnese, bestätigte dessen Investitur, aber legte fest, dass diese Gebiete an die Rossis zurückfallen sollten, sobald Sforza seine Amtszeit beendet hätte, was fünf Jahre später der Fall war. Nach dem Tod von Camillo de’ Rossi 1573 erbte sein legitimierter Sohn, Filippo Maria de’ Rossi der Jüngere, diese Lehen; 1593 wurde er in der Rocchetta di Parma eingesperrt. All seine Güter wurden 1594 von Herzog Ranuccio I. Farnese konfisziert und wurden Eigentum der herzoglichen Liegenschaftsverwaltung.
Das Castello di Roccaferrara, das lange Zeit aufgegeben war, verfiel immer mehr, sodass Anfang des 19. Jahrhunderts nur noch einige Reste erhalten waren, die später vollständig verschwanden.